# Majlinda Kelmendi
Majlinda Kelmendi (pronunțat în pronunție albaneză: /majˈlinda kɛlˈmɛndi/; n. 9 mai 1991, Peć, Republica Serbia, RSF Iugoslavia) este o judoka albaneză din Kosovo, dublă campioană mondială și europeană, care concurează la categoria 52 kg. Ea este legitimată de clubul Galatasaray Judo⁠(d) din Istanbul.
În 2014, Kelmendi a ajuns pe primul loc în clasamentul mondial feminin al IJF⁠(d)  și a fost decorată de președintele Republicii Kosovo⁠(d), Atifete Jahjaga, cu „Medalia Prezidențială de Merit”. La 7 august 2016, a devenit prima sportivă kosovară care a câștigat o medalie olimpică, obținând aurul la 52 kg feminin⁠(d) la Olimpiada de la Rio de Janeiro. A reprezentat Albania în 2012, dar nu a câștigat nicio medalie.

## Cariera
Născută la Peć, Kelmendi a început să practice judo în 1999, în orașul ei natal. Antrenorul ei este Driton Kuka.
În 2009, Majlinda Kelmendi a câștigat medalia de aur la Campionatele Mondiale de Juniori de la Paris. În 2010, a ieșit pe locul 5 la Campionatele Mondiale de Juniori din Maroc și pe locul 9 la categoria 52 kg la Campionatele Mondiale de Judo din 2010⁠(d) de la Tokyo, Japonia. A învins-o pe Jaana Sundberg⁠(d) în prima rundă de la Olimpiada din 2012⁠(d), dar a fost apoi învinsă în al doilea tur de Christianne Legentil⁠(d).
La Campionatul Mondial de Judo 2013⁠(d), Kelmendi a adus primul titlu mondial la judo pentru Kosovo după ce a învins-o pe brazilianca Erika Miranda⁠(d) în finala categoriei 52 kg la Rio de Janeiro. Judoka de 22 de ani – prima judoka kosovară care a câștigat o medalie la campionate după declarația de independență a Kosovo din 2008 — nu a produs o surpriză, ea venind la din postura de numărul unu la categoria ei de greutate, după câștigarea prestigiosului turneu Masters. Kelmendi și-a păstrat titlul mondial în 2014⁠(d). Ea a pierdut doar de două ori în 2013 și a învins toate jucătoarele importante de la categoria ei. În anul următor, nu și-a mai apărat titlul din cauza unei accidentări.
În februarie 2016, a câștigat medalia de aur la Grand Slam Paris⁠(d), al treilea titlu consecutiv după 2014 și 2015. Două luni mai târziu, a obținut o medalie de aur la Campionatele Europene de Judo 2016⁠(d) de la Kazan, Rusia. La Olimpiada din 2016 a devenit prima sportivă kosovară câștigătoare a unei medalii olimpice pentru Kosovo. A iscat controverse după ce s-a aflat că a refuzat să se supună unui control antidoping inopinat în Franța în luna iunie; antrenorul ei a declarat că refuzul este cauzat de faptul că testerul nu este autorizat de WADA.

## Echipa națională
Din cauza opoziției Comitetul Olimpic Internațional și Organizației Națiunilor Unite, Kelmendi nu a putut să reprezinte Kosovo la Jocurile Olimpice de Vară din 2012 de la Londra, și a ales în schimb să reprezinte Albania, întrucât marea majoritate a kosovarilor sunt etnici albanezi.
În octombrie 2014, Comitetul Olimpic Internațional a recunoscut provizoriu Comitetul Olimpic din Kosovo⁠(d) și la 9 decembrie i-a acordat statutul de membru cu drepturi depline. Kosovo a participat la Jocurile Olimpice din 2016 de la Rio de Janeiro, Brazilia, și a fost prima apariție a acestei țări la un concurs olimpic. Kelmendi a purtat drapelul Kosovo la Parada Națiunilor⁠(d) de la ceremonia de deschidere⁠(d). Medalia de aur obținută cu această ocazie a fost prima medalie olimpică pentru Kosovo. Este și cetățeană albaneză, deținând un pașaport al acestei țări.

## Palmares de medalii
Medalii câștigate:
2009
 Cupa Mondială − 52 kg, Praga
2010
 Cupa Mondială − 52 kg, Sofia
 Cupa Europeană − 52 kg, Sarajevo
 Grand Prix − 52 kg, Tunis
 Cupa Mondială − 52 kg, Tallinn
2011
 Cupa Mondială − 52 kg, Sofia
 Grand Prix − 52 kg, Düsseldorf
 Cupa Mondială − 52 kg, Lisabona
 Cupa Mondială − 52 kg, Roma
 Cupa Mondială − 52 kg, Minsk
 Grand Prix − 52 kg, Abu Dhabi
 Grand Prix − 52 kg, Amsterdam
2012
 Cupa Europeană − 52 kg, Praga
 Cupa Mondială − 52 kg, Roma
 Cupa Mondială − 52 kg, Istanbul
 Grand Prix − 52 kg, Abu Dhabi
2013
 Grand Slam − 52 kg, Paris
 Grand Prix − 52 kg, Düsseldorf
 Grand Prix − 52 kg, Samsun
 Campionatele Europene − 52 kg, Budapesta
 IJF World Masters − 52 kg, Tyumen
 Campionatele Mondiale − 52 kg, Rio de Janeiro
2014
 Grand Slam − 52 kg, Paris
 Grand Prix − 52 kg, Samsun
 Campionatele Europene − 52 kg, Montpellier
 Grand Prix − 52 kg, Budapesta
 Campionatele Mondiale − 52 kg, Celeabinsk
 Grand Slam − 52 kg, Abu Dhabi
2015
 Grand Slam − 52 kg, Paris
 Grand Slam − 52 kg, Abu Dhabi
2016
 Grand Slam − 52 kg, Paris
 Campionatele Europene − 52kg, Kazan
 Grand Prix − 52 kg, Budapesta
 Jocurile Olimpice − 52 kg, Rio de Janeiro
2017
 Grand Slam − 52 kg, Paris
 Campionatele Europene − 52kg, Varșovia